# 붕어
붕어(crucian carp)는 잉어과에 속하는 민물고기이다. 학명은 카라시우스 카라시우스(Carassius carassius).

## 개요
유라시아 대륙에 널리 분포하며, 한국의 거의 모든 하천에서 볼 수 있다. 몸은 폭이 넓고 옆으로 납작하며, 커다란 비늘이 기와처럼 배열되어 있다. 주둥이 끝이 둥글며, 입은 주둥이 끝의 약간 아래쪽에 있고 입수염은 없다. 눈은 머리의 옆면에 중앙에서 약간 앞쪽으로 치우쳐 있으며, 옆줄은 완전하고 직선에 가깝다. 등지느러미살은 16~17개이며, 뒷지느러미살은 5~6개이다. 서식지에 따라 몸색깔이 다른데, 일반적으로 등 쪽은 청갈색이고 배 쪽은 은백색 또는 황갈색이다. 등지느러미와 꼬리지느러미는 청갈색이고, 다른 지느러미들은 담색이다.

## 특성
붕어는 호수·늪·하천등에 널리 분포하며 잡식성으로 갑각류·실지렁이·수서곤충을 비롯한 작은 동물들과 식물의 씨·잎·줄기 등 거의 모든 유기물을 먹는다. 붕어는 환경의 변화에 대한 적응력이 큰 물고기 중의 하나이다. 산란기는 4~7월이고, 산란적온(産卵適溫)은 수온 18℃ 내외이다. 전장이 50~200mm인 개체는 흔히 볼 수 있으나 350mm 이상 되는 개체는 매우 드물다. 학자에 따라서는 붕어의 학명을 'Carassius auratus'로 구분하지 않고 뭉뚱그려 'Carassius carassius'로 쓰기도 한다. 수질 오염에 강한 편이며, 약 1-3급수의 담수 하천에서 볼 수 있다. 붕어는 사는 곳에 따라 몸 색깔이 다르다. 흐르는 물에 사는 붕어는 녹갈색, 고인 물에 사는 붕어는 황갈색을 띤다. 돌붕어, 희나리, 참붕어 등으로 부르기도 한다. 그런데 진천군에서는 초평면에 붕어가 유명해서 붕어찜으로 사용하는 재료다.

## 기타
- 위키미디어 공용에 붕어 관련 미디어 분류가 있습니다.
- 위키생물종에 붕어 관련 자료가 있습니다.
- 붕어 - 두산세계대백과사전